# Chia cắt Việt Nam

Sự chia cắt Việt Nam là tình trạng cắt cứ sâu sắc và phân tranh mạnh mẽ mà quyết liệt trên các vùng miền của các lực lượng chính trị - xã hội - quân sự và ý thức hệ ở nước Việt Nam.
Lãnh thổ Việt Nam từng bị chia cắt nhiều lần nhưng đáng kể là 2 lần chia cắt: Lần chia cắt lần 1 là lần chia cắt thời Trịnh - Nguyễn phân tranh (1600-1787), lần 1 bắt đầu khi chúa Nguyễn Hoàng ly khai khỏi triều đình nhà Hậu Lê và kết thúc khi quân Tây Sơn tiến ra bắc tiêu diệt chúa Trịnh; lần 2 là lần chia cắt thời Chiến tranh Việt Nam (1954-1976), lần này bắt đầu từ Hiệp định Genève 1954 cho đến khi Sài Gòn thất thủ ngày 30 tháng 4 năm 1975 và Việt Nam thống nhất trong hòa bình về mặt Nhà nước ở năm 1976.
Trên danh nghĩa thì Việt Nam chưa bao giờ bị chia cắt thành các quốc gia riêng biệt. Vào thời chúa Trịnh và chúa Nguyễn phân tranh thì hai miền Đàng Ngoài và Đàng Trong vẫn tuyên bố trung thành với nhà Hậu Lê, và Hoàng đế nhà Lê vẫn được cả chúa Trịnh - chúa Nguyễn công nhận là vua cai trị toàn bộ nước Việt Nam. Lần chia cắt thời chiến tranh Việt Nam, giới tuyến quân sự tạm thời được quy định trong Hiệp định Genève không được coi là biên giới quốc gia hay nhà nước/chính trị mà chỉ là ranh giới hòa bình tạm thời giữa hai vùng tập kết quân đội chính thức; Cả Hà Nội lẫn Sài Gòn lúc đó cũng tuyên bố là chỉ có một nước và dân tộc Việt Nam duy nhất.

## Thời Hậu Lê

### Tây Sơn đối đầu Trịnh-Nguyễn
Nguyễn Huệ sau 4 lần Bắc tiến thì đã tạm gần như thống nhất Đại Việt về danh nghĩa, mở đường cho công cuộc thống nhất mà vua Gia Long đã hoàn thành hẳn về sau đó khi hoàn toàn tiêu diệt nhà Tây Sơn và lên ngôi Hoàng đế vào năm 1802.

## Cuộc nổi dậy của Lê Văn Khôi
Do bất hòa với nhà Nguyễn, thủ lĩnh Lê Văn Khôi đã nổi dậy đánh chiếm 6 tỉnh ròng rã 2 năm trời. Biến Nam Kỳ Lục tỉnh trở thành vùng cát cứ quân sự của mình và tách biệt với triều Nguyễn.

## Pháp thuộc
Khi thực dân Pháp đánh Đại Nam, Đại Nam bị chia ra làm ba xứ riêng lẻ (Nam Kỳ - Cochinchine, Trung Kỳ - Annam, Bắc Kỳ - Tonkin) với 3 chế độ cai trị khác nhau nhưng vẫn nằm trong Liên bang Đông Dương, phục vụ cho chính sách được gọi là "chia để trị", "dùng người Việt trị người Việt".
Nam Kỳ là nơi mà người Pháp, về mặt pháp lý, xem là của họ từ hiệp ước nhượng ba tỉnh Nam Kỳ của Tự Đức và sau đó họ hành quân chiếm thêm 3 tỉnh với lý do nhà Nguyễn vi phạm hiệp định hòa bình. Bắc Kỳ và Trung Kỳ, về danh nghĩa pháp lý, được người Pháp xem là đất mà họ bảo hộ một triều đình "độc lập" của An Nam.
Trên thực tế cả ba vùng vẫn nằm trong một tổng thể thống nhất là Liên bang Đông Dương, các vùng đóng vai trò mỗi bang trong một liên bang thống nhất. Lúc này không có sự chia tách về kinh tế-xã hội khi người dân vẫn được tự do đi lại giữa các vùng, sử dụng chung một đồng tiền duy nhất. Toàn bộ Việt Nam vẫn nằm dưới quyền cai trị của Toàn quyền Đông Dương.

## Chiến tranh Việt Nam
Hiệp định Genève vào năm 1954 đã kết thúc chiến tranh Đông Dương. Theo Tuyên bố cuối cùng ngày 21 tháng 7 năm 1954, Việt Nam tạm thời bị chia cắt thành hai vùng tập trung quân sự, Việt Nam vẫn là quốc gia thống nhất cho đến khi 2 miền đất nước được thống nhất về mặt Nhà nước và Chính phủ Trung ương sau cuộc Tổng tuyển cử tự do có sự giám sát của quốc tế vào năm 1956. Tuy nhiên, cuộc Tổng tuyển cử không bao giờ diễn ra do chính phủ Quốc gia Việt Nam vốn theo chủ nghĩa chống cộng từ chối Tổng tuyển cử và cho cảnh sát, mật vụ đàn áp các nỗ lực vận động Tổng tuyển cử của Việt Minh ở miền Nam. Năm 1956, Allen Dulles đệ trình lên Tổng thống Mỹ Eisenhower báo cáo tiên đoán nếu bầu cử diễn ra thì "thắng lợi của Hồ Chí Minh sẽ như nước triều dâng không thể cản nổi", chỉ có một lối thoát là tuyên bố không thi hành Hiệp định Genève. Được Mỹ khuyến khích, chính quyền Quốc gia Việt Nam của Bảo Đại và thủ tướng Ngô Đình Diệm kiên quyết từ chối tuyển cử thống nhất Việt Nam. Cũng theo Điều 15 Hiệp định Paris 1973 về chấm dứt chiến tranh ở Việt Nam, Giới tuyến quân sự giữa hai miền tại vĩ tuyến 17 chỉ là tạm thời và không phải là một ranh giới về chính trị hoặc về lãnh thổ, như quy định trong đoạn 6 của Tuyên bố cuối cùng của Hội nghị Genève năm 1954.
Việt Nam Dân chủ Cộng hòa do chủ tịch Hồ Chí Minh và Việt Minh lãnh đạo kể từ Cách mạng tháng Tám năm 1945, được Liên Xô và các nước xã hội chủ nghĩa công nhận, với thủ đô là Hà Nội. Nhà nước Quốc gia Việt Nam ở miền Nam do quốc trưởng Bảo Đại đứng đầu được sự hậu thuẫn của Pháp và Mỹ, được các nước phương Tây và một số nước thế giới thứ ba công nhận, có thủ đô là Sài Gòn. Sau này có thêm Chính phủ cách mạng lâm thời Cộng hòa miền Nam Việt Nam được Việt Nam Dân chủ Cộng hòa và các nước Xã hội chủ nghĩa công nhận là người đại diện hợp pháp của nhân dân miền Nam được thành lập. Ủy hội Quốc tế Kiểm soát Đình chiến Đông Dương đã được thành lập để giám sát việc ngừng bắn và thi hành Hiệp định Genève, trong đó có cuộc Tổng tuyển cử chung trên cả nước.
Ngày 30 tháng 4 năm 1975, Chính phủ Việt Nam Cộng hòa - hậu thân của Quốc gia Việt Nam - tuyên bố đầu hàng Cộng hòa Miền Nam Việt Nam. Theo báo Hà Nội Mới, ngày 30 tháng 4 được nhân dân Việt Nam gọi là "Ngày Giải phóng hoàn toàn miền Nam, thống nhất đất nước" hoặc "Ngày Chiến thắng".
Việt Nam được tái thống nhất hòa bình vào ngày 2/7/1976 thông qua cuộc Tổng tuyển cử 2 miền trên toàn quốc vào ngày 25/4 năm 1976 được tổ chức bởi Cộng hòa Miền Nam Việt Nam và Việt Nam Dân chủ Cộng hòa.